# Kinnefjärdings härad
Kinnefjärding var ett härad i norra Västergötland vars område numera utgör en del av Lidköpings och Götene kommuner. Häradets areal var 215,84 kvadratkilometer varav 215,19 land.  Kinnefjärdings tingsställe låg från 1684 i Kollängen i Husaby socken fram till 1904 då häradet uppgick i ett gemensamt tingslag med tingställe i Lidköping.

## Geografi
Häradet är beläget vid Vänerns södra strand, mellan Lidan och Kinnekulle.

## Historia
Namnet Kinne fjärding avsåg till en början en exklav till Kinne härad, som utgjordes av Norra Härene, Hovby och Skofteby (uppgick under 1800-talet i Norra Härene socken)  socknar. Området kallades också under äldre medeltid för Väbo härad.
I slutet av 1600-talet bröts detta område, jämte Källby, Broby, Skeby, Hangelösa, Husaby, Ova och Skälvums socknar, ut ur Kinne härad, och bildade ett nytt härad, Kinnefjärdings härad, tillsammans med Sävare, Lindärva och Hasslösa  socknar, som bröts ut ur Skånings härad.

## Socknar
I Lidköpings kommun
- Norra Härene
- Hovby
- Sävare
- Lindärva
- Hasslösa

I Götene kommun
- Källby
- Broby
- Skeby
- Hangelösa
- Husaby
- Ova
- Skälvums

Lidköpings stad hade egen jurisdiktion (rådhusrätt) till 1961 då den uppgick i häradets jurisdiktion.

## Län, fögderier, domsagor, tingslag, tingsrätter och stift
Häradet hörde mellan 1634 och 1998 till Skaraborgs län, därefter till Västra Götalands län.  Församlingarna i häradet tillhörde Skara stift.
Häradets socknar hörde till följande fögderier:
- 1686-1866 Läckö fögderi
- 1867-1990 Lidköpings fögderi bara till 1946 för socknarna i Götene kommun
- 1946-1990 Skara fögderi för socknarna i Götene kommun

Häradets socknar tillhörde följande domsagor, tingslag och tingsrätter:
- 1680-1903 Kinnefjärdings tingslag i 
  - 1680-1777 Kinnefjärdings, Kinne, Kållands, Åse, Viste och Skånings häraders domsaga
  - 1778-1809 Kinnefjärdings, Kinne och Skånings häraders domsaga
  - 1810-1863 Kinnefjärdings, Kinne, Skånings och Laske häraders domsaga
  - 1864-1903 Kinnefjärdings, Kinne och Kållands domsaga
- 1904-1970 Kinnefjärdings, Kinne och Kållands domsagas tingslag i Kinnefjärdings, Kinne och Kållands domsaga

- 1971-2009 Lidköpings tingsrätt och dess domsaga
- 2009- Skaraborgs tingsrätt och dess domsaga